# Брауэр, Адриан
Адриан Брауэр (Броувер; нидерл. Adriaen Brouwer; 1605/1606, Ауденарде — до 1 февраля 1638, Антверпен) — фламандский живописец бытового жанра. Брауэр был новатором живописи «крестьянского жанра» благодаря ярким изображениям пьющих, дерущихся или веселящихся крестьян, гуляк, солдат и других персонажей из «низшего сословия» со всеми их ужимками. Его произведения отражают грубоватый быт фламандских крестьян, иногда с грустной иронией, иногда карикатурно. Брауэр внёс свой вклад в развитие жанра «трони» (tronies), то есть изучения выражений лиц в различных ситуациях. Произведения Брауэра оказали воздействие на следующее поколение фламандских и голландских художников бытового жанра. Хотя Брауэр создал небольшое количество работ, их собирали такие выдающиеся мастера, как Питер Пауль Рубенс и Рембрандт.

## Биография
О детстве и юношестве художника известно очень мало. Вопреки сведениям книги Арнольда Хоубракена «Великий театр нидерландских художников и художниц» (De Groote Schouburgh der Nederlantsche Konstschilders en Schilderessen), опубликованной в 1718—1721 годах, Брауэр не родился в Харлеме в Голландской республике и не учился у Франса Халса.

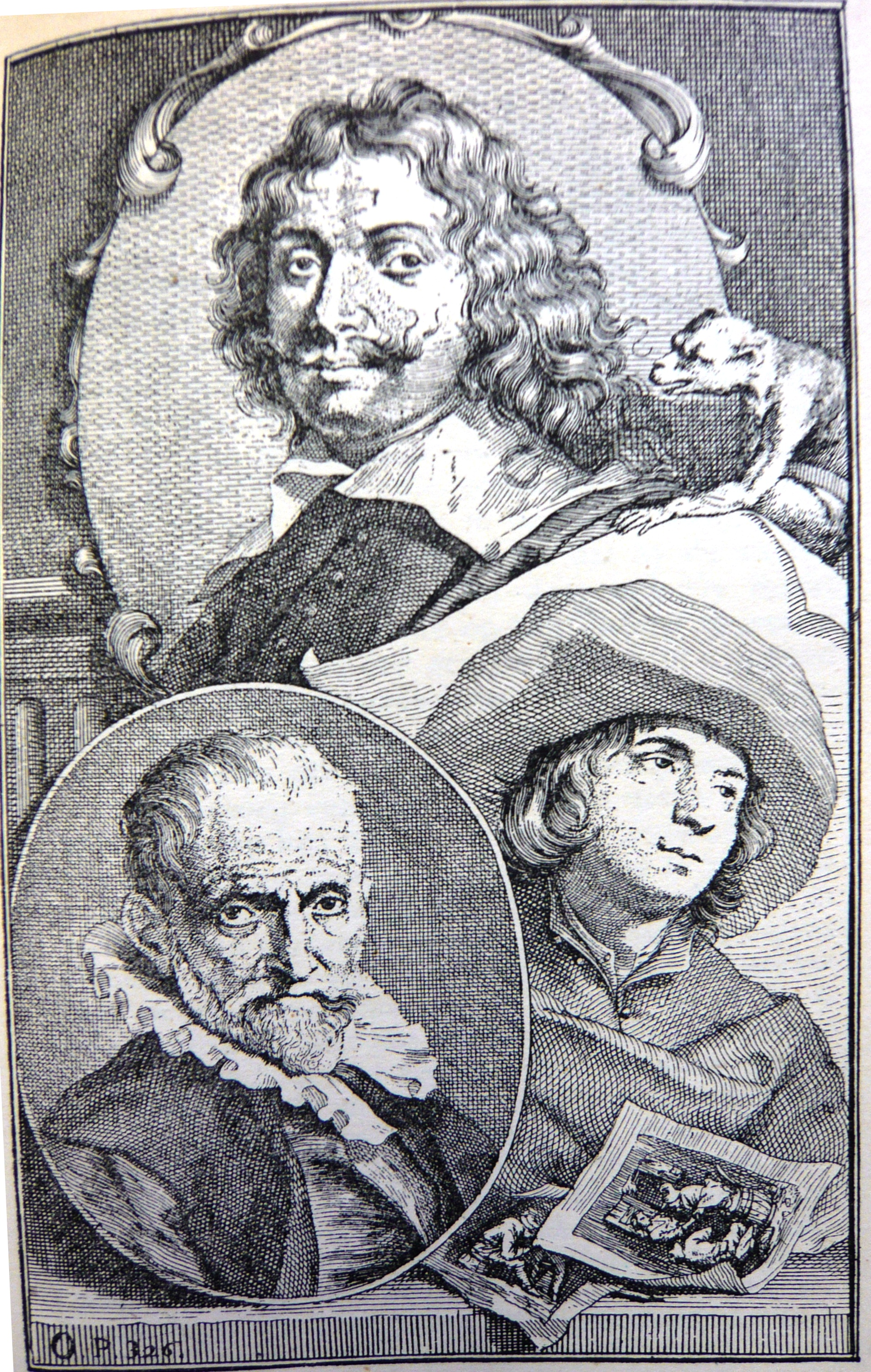
Адриан Брауэр, Юрген Овенс и Корнелис Бега. Иллюстрация из книги А. Хоубракена «Великий театр нидерландских художников и художниц». 1718

Ныне известно, что Адриан родился в Ауденарде, в семье рисовальщика картонов (эскизов) для тканых ковров (шпалер), которого также звали Адрианом. Ауденардские ковры ценились во всей Европе. С детства будущий художник помогал отцу в мастерской, рисуя причудливые узоры будущих шпалер. Отец умер в бедности, когда Адриану младшему было всего пятнадцать или шестнадцать лет. Брауэр к тому времени уже покинул отцовский дом.
Предполагается, что в 1621 году художник уехал из Фландрии, а в 1626 году документальными источниками подтверждается пребывание Брауэра в Харлеме. В 1631 году Брауэр вернулся в родную Фландрию, где был зарегистрирован мастером антверпенской Гильдии Святого Луки. Художник продолжал жить и работать в Антверпене до своей безвременной кончины. Имя Адриана Брауэра регулярно появляется в документах Антверпена, обычно в связи с погашением его долгов.
В 1633 году Брауэр был заключён в тюрьму в Антверпенской цитадели. Причина задержания не ясна. Возможно, это произошло из-за уклонения от уплаты налогов или по политическим причинам, поскольку местные власти могли счесть его шпионом Голландской Республики. С 1634 года и вплоть до своей смерти в январе 1638 года Брауэр проживал у антверпенского гравёра Паулюса Понтиуса. Они стали близкими друзьями.
Ранние биографы описывают, как Адриан Брауэр и его друзья-художники проводили много времени в местных тавернах. Брауэр написал одну из сцен в таверне под названием «Курильщики», которая включала автопортрет вместе с портретами Яна Коссье, Яна Ливенса, Йоса ван Крэсбека и Яна Давидса де Хема (ок. 1636, Метрополитен-музей, Нью-Йорк). Компания друзей изображена сидящей за столом. Брауэр — фигура в центре лицом к зрителю.
Брауэр умер в возрасте тридцати двух лет в Антверпене, вероятнее всего от чумы, и был похоронен в общей могиле. Через месяц после его смерти, 1 февраля 1638 года, его тело было перезахоронено на территории церкви кармелитов в Антверпене после торжественной церемонии, по инициативе и за счёт его друзей-художников.

## Творчество
Брауэр успел написать совсем немного, всего около шестидесяти работ. Лишь некоторые из его картин подписаны, но ни одна не датирована. Поскольку Брауэра в свое время много копировали и ему подражали, атрибутирование отдельных картин иногда сомнительно или оспаривается. Однако при жизни художника его картины не были в цене, поэтому он испытывал нужду, так что его домашнее имущество было взыскано в пользу его кредиторов.
Несмотря на фламандское происхождение, Брауэр испытывал большое влияние голландской живописи и был далёк от пышной барочной фламандской школы. Несмотря на это, картины Брауэра высоко ценил Рубенс, который приобрёл у него несколько картин для своей коллекции и старался оказывать «неисправимому гуляке» своё покровительство. Брауэр находился под влиянием Дирка Халса, художника-жанриста, работавшего в Харлеме.
Адриан Брауэр работал в так называемом жанре «трони» (нидерл. tronies), распространённом в живописи «Золотого века Голландии» и фламандского барокко, в котором предметом изображения является преувеличенное, характерное до гротеска или гримасы выражение лица. Такие работы задумывались не как портреты или карикатуры, а с целью демонстрации любопытного выражения, особенностей типа, физиогномики персонажа, например старика, солдата-инвалида, жителя Востока или человека экзотической расы. Термин «трони» не имеет чёткого определения. Литературные и архивные источники показывают, что первоначально это слово не всегда относилось к изображению человека. В описях цветочные и фруктовые натюрморты иногда тоже называют «трони».
В знаменитом «Путеводителе по картинной галерее Императорского Эрмитажа» (1910) А. Н. Бенуа подробно описал творческий метод Брауэра в своей яркой и парадоксальной манере:

Фламандского происхождения был и Броувер. Странная личность этого гениального пропойцы до сих пор не вполне разгадана… В 1621 году он вернулся [из Голландии] обратно в Антверпен, где он буквально прожёг остаток дней своих в кутежах и безобразиях… Броувер является настоящим основателем «кабацкого» стиля в нидерландской живописи XVII века. Однако не постоянное сидение в кабаках и получившееся отсюда полное знакомство с обстановкой и особой кабацкой психологией объясняют успех Броувера, а действительно исключительные, чисто живописные его достоинства. Вполне основательно видеть именно в нём первого «чистого живописца», ибо прелесть его картин отнюдь не имеет в себе никакой «литературной» или вообще посторонней живописи приманки. Грубые, грязные, «зловонные» и прямо пошлые его сюжеты не могут прельщать даже любителей выпить и повеселиться… Но маленькие, нервно, в каком-то пьяном возбуждении набросанные, картинки Броувера доставляют большое наслаждение для глаза, так мастерски, уверенно, просто они исполнены, такие в них горячие, сочные краски!.. Подобные сюжеты восходят к Питеру Брейгелю, но Броувер сумел их обновить и придать им удивительную красочную прелесть 
Адриан Брауэр оказал заметное влияние на братьев Адриана и Исаака ван Остаде и на Давида Тенирса Младшего. Его работы собирали и изучали такие художники, как Рубенс и Рембрандт. В доме Рубенса было семнадцать картин Брауэра, а Рембрандту принадлежало шесть. Голландский мастер также высоко оценил рисовальные способности Брауэра, о чём свидетельствует покупка им альбома рисунков художника.
Под влиянием Брауэра работал живописец Эгберт ван Хемскерк. Многие из картин, впервые появившихся под именем Брауэра, являются копиями или подражаниями его многочисленных последователей, в том числе Хендрика Мартенса, Корнелиса Сафтлевена, Эгберта ван Хемскерка и других. Поэтому подобные атрибуции время от времени пересматриваются.
Большая часть картин Брауэра хранится в мюнхенской Старой пинакотеке, Мадриде, Дрездене и Вене (галерея Лихтенштейна). В санкт-петербургском Эрмитаже имеются две картины Брауэра и одна условно причисляемая к его школе.

## Галерея

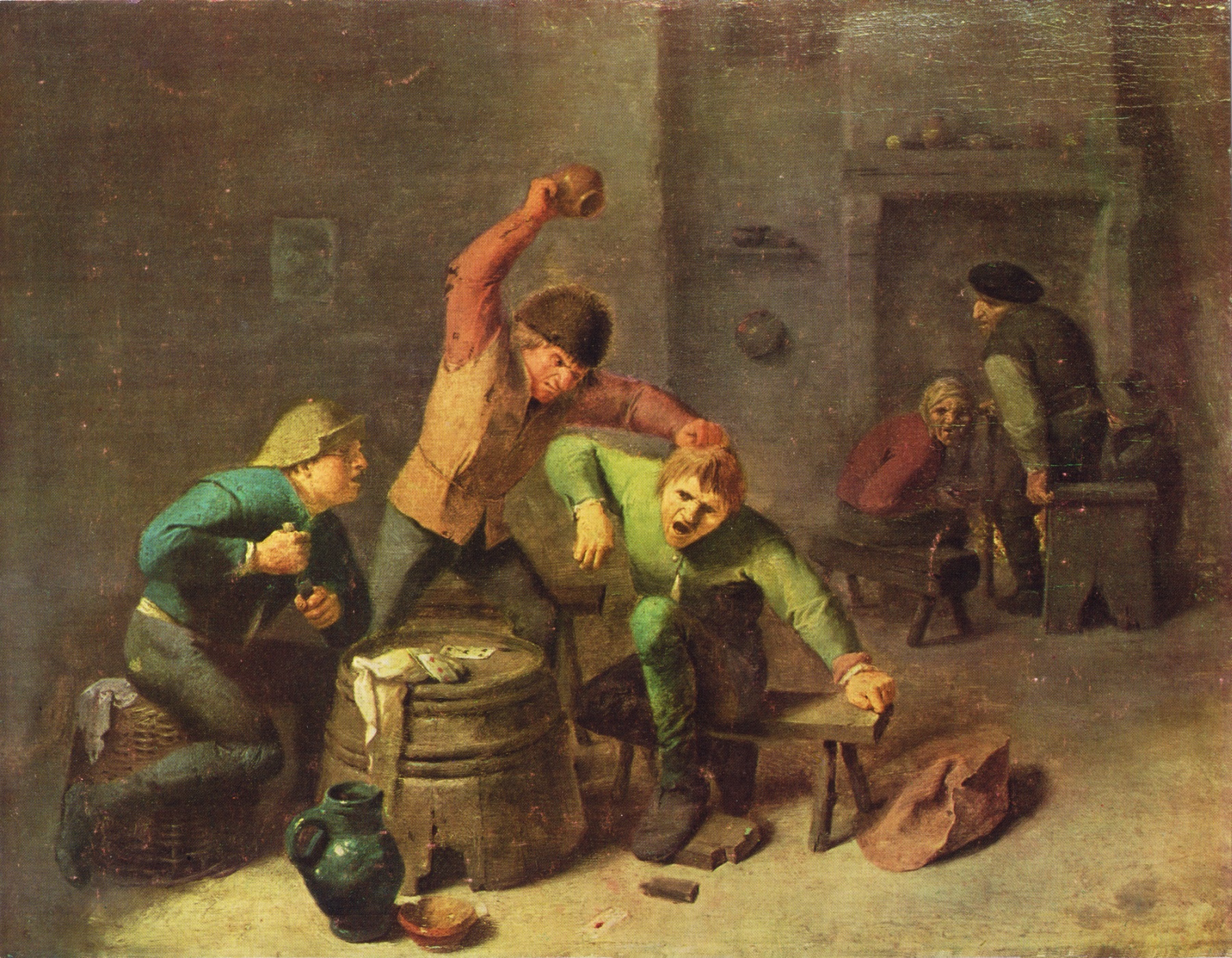
Крестьяне, дерущиеся из-за карт. Между 1606 и 1638. Дерево, масло. Галерея старых мастеров, Дрезден
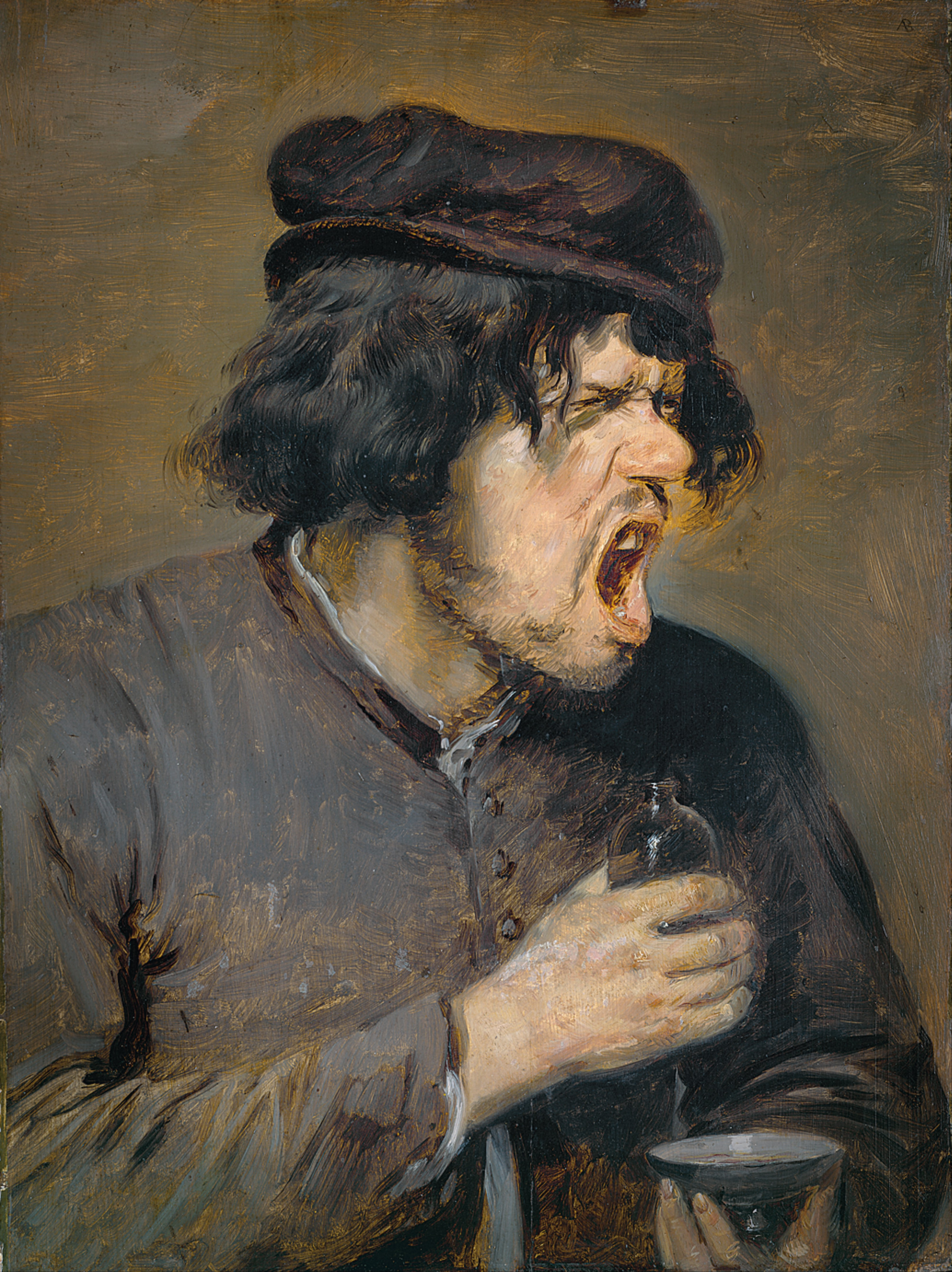
Горькое питьё. 1636—1638. Дерево, масло. Штеделевский художественный институт, Франкфурт-на-Майне
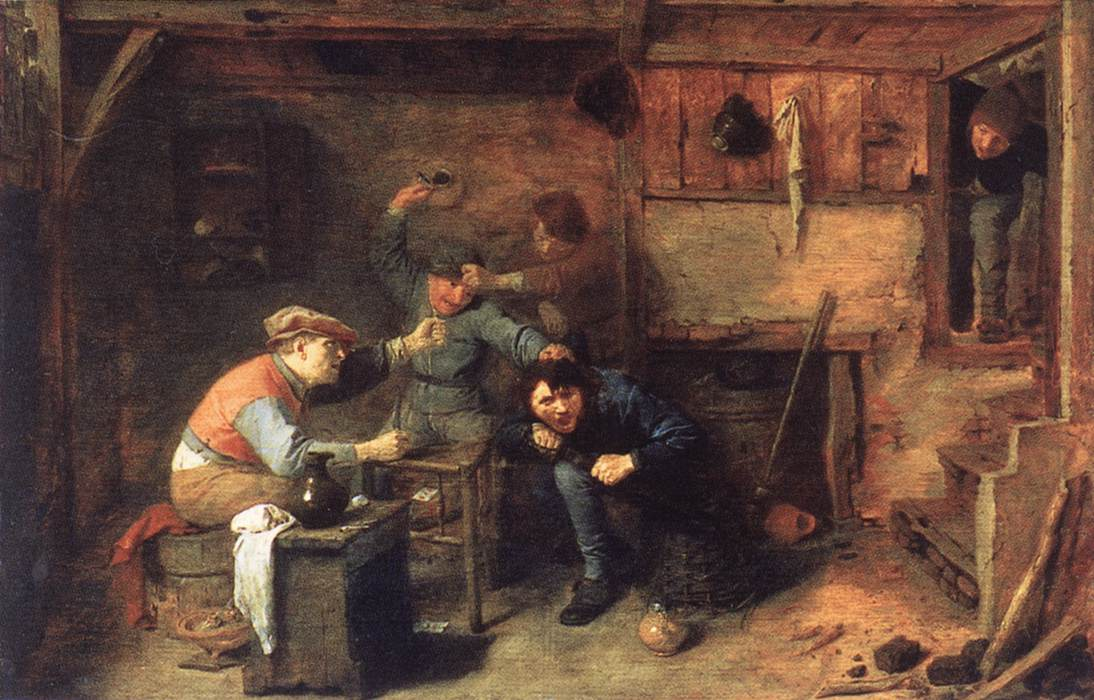
Дерущиеся крестьяне. Между 1632 и 1633. Дерево, масло. Старая Пинакотека, Мюнхен
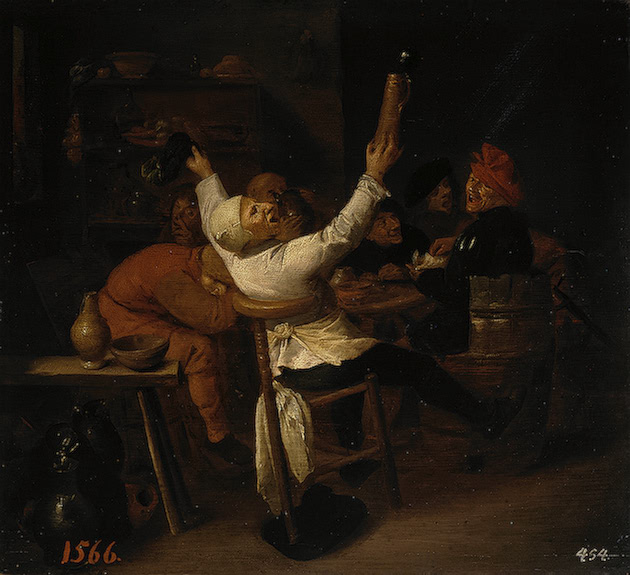
Поющий трактирщик. Дерево, масло. Государственный Эрмитаж, Санкт-Петербург
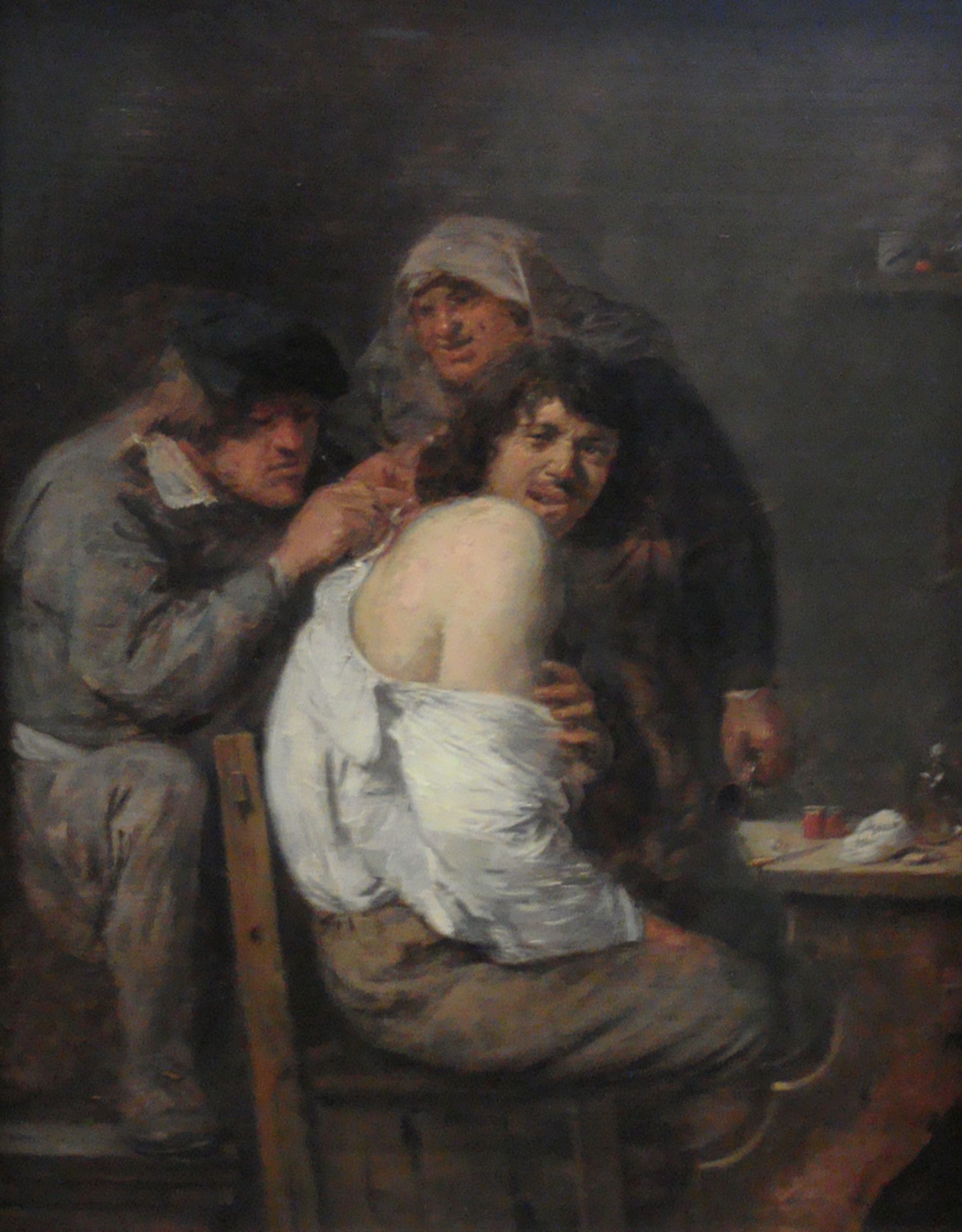
Операция на спине. 1636. Дерево, масло. Штеделевский художественный институт, Франкфурт-на-Майне
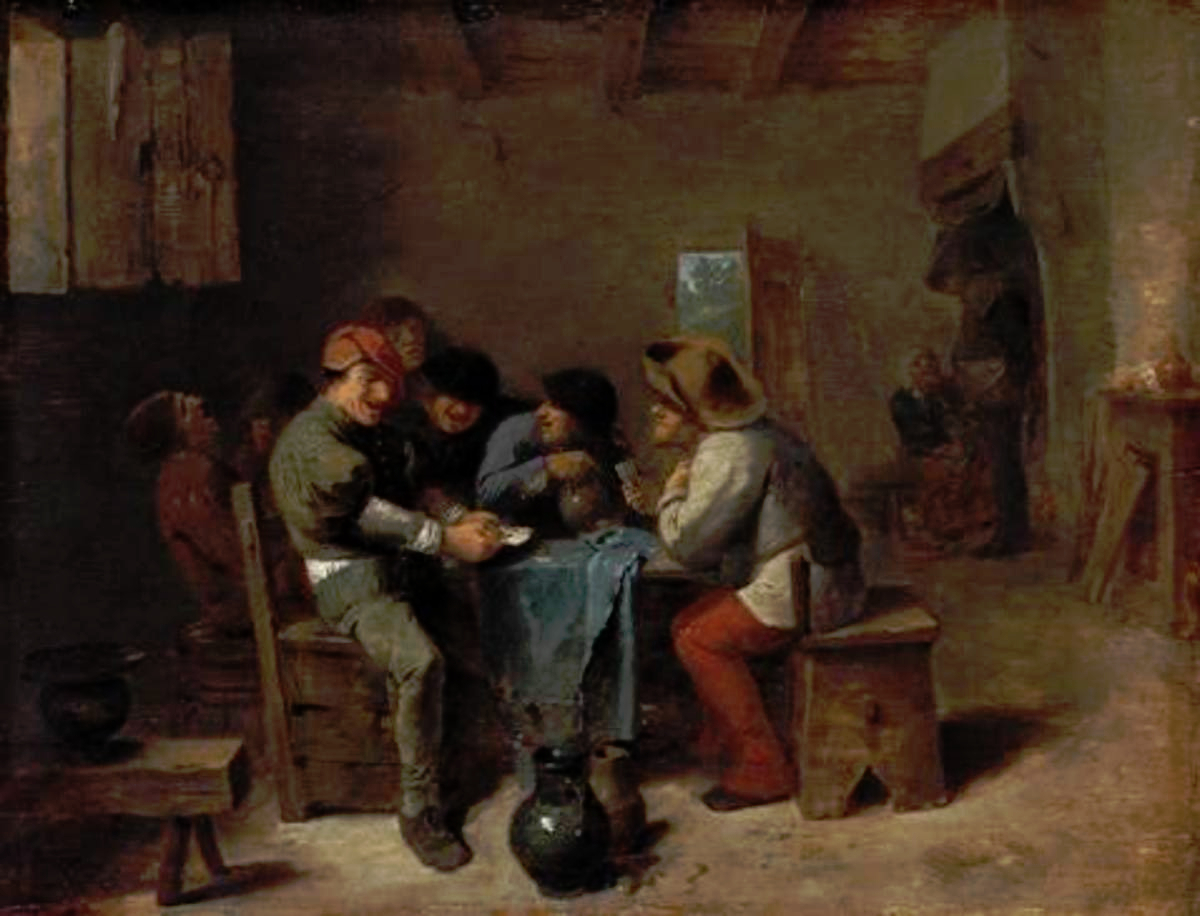
Крестьяне, играющие в карты в таверне. Между 1630 и 1640. Дерево, масло. Старая Пинакотека, Мюнхен
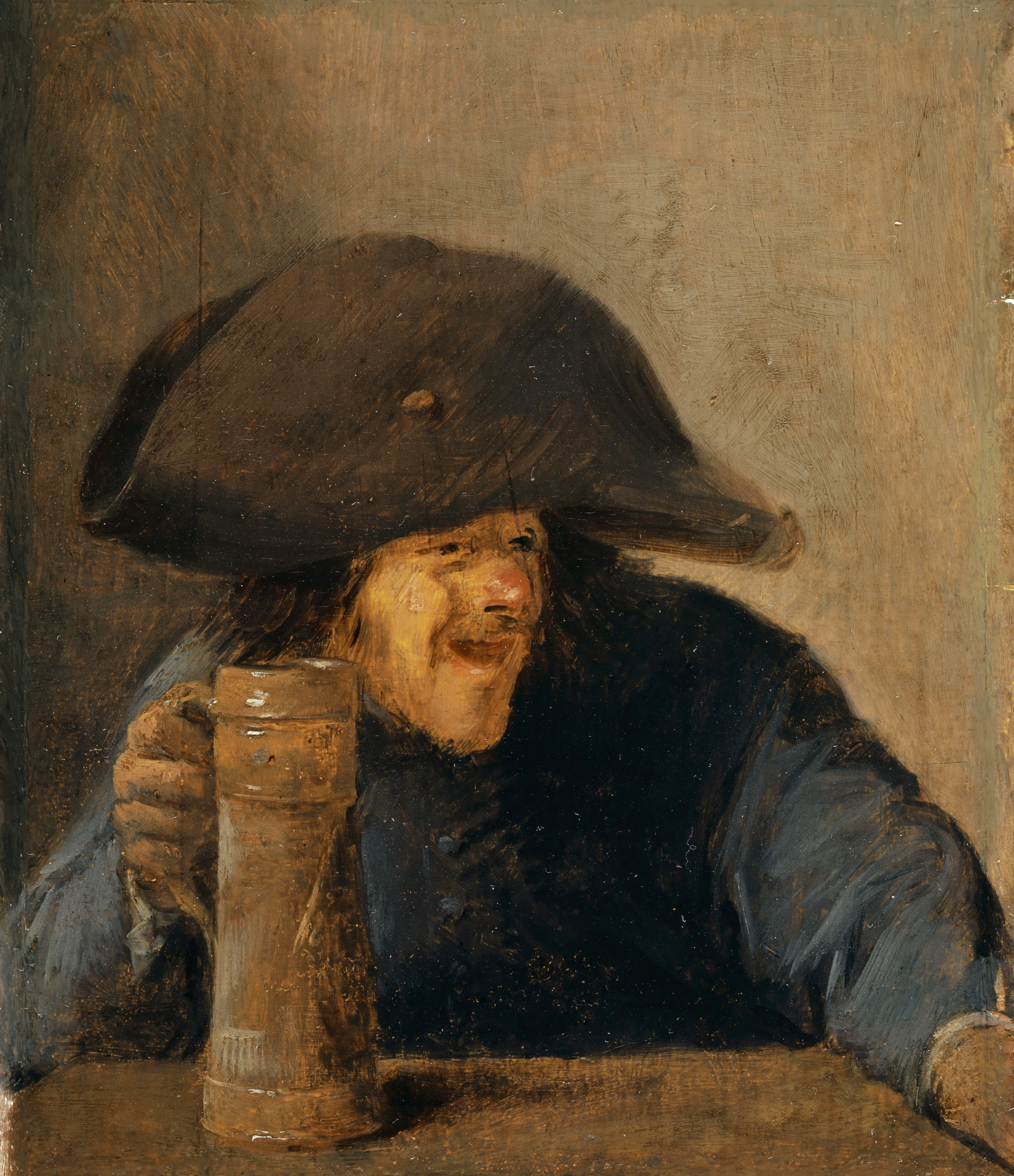
Крестьянин с кружкой. 1630-е. Дерево, масло. Художественный музей, Базель
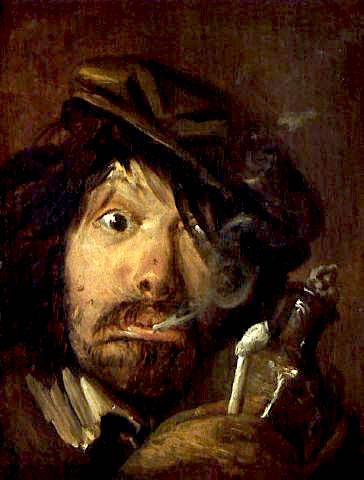
Курильщик. Между 1620 и 1638. Дерево, масло. Частное собрание
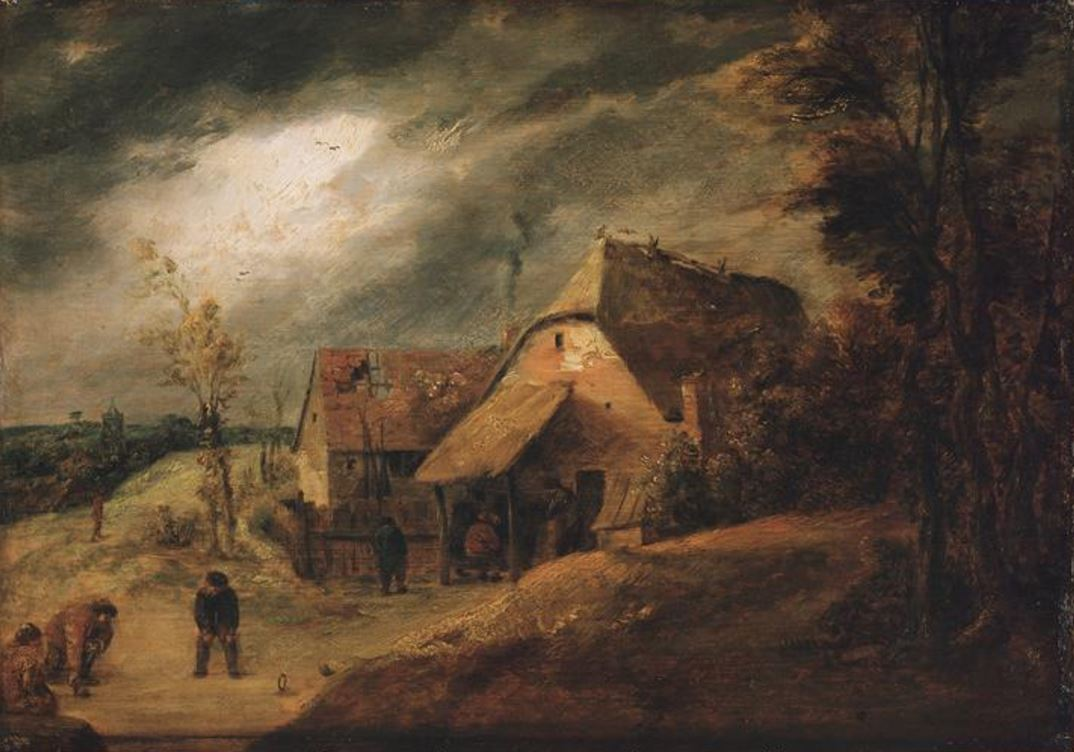
Пейзаж с игроками в шары. Между 1632 и 1638. Дерево, масло. Берлинская картинная галерея